# Pascal Thrier

=
Pascal Thrier (* 4. November 1984) ist ein Schweizer Fussballspieler, der beim FC Linth 04 in der 1. Liga unter Vertrag steht.

## Karriere
Pascal Thrier begann seine Karriere in der 1. Liga beim FC Red Star Zürich, ehe er auf die Saison 2006/07 zum FC Winterthur in die Challenge League wechselte. Nach zweieinhalb Jahren erfolgte der Wechsel zum FC Lugano, wo er bis 2012 unter Vertrag stand. Nach weiteren Wechseln zum FC Wohlen und FC Schaffhausen erfolgte 2014 der Transfer in die Super League zum FC St. Gallen.
Am 2. Juli 2016 wechselte er zum FC Aarau in die Challenge League.